# Abu Mena
Abu Mena (conosciuta anche col nome di Abu Mina) era una città, un complesso di monasteri e un luogo di pellegrinaggio cristiano nell'antico Egitto. Si trova nel territorio del governatorato di Alessandria, a circa 45 chilometri a sud-ovest di Alessandria. Nel 1979 il sito venne inserito nell'elenco dei Patrimoni dell'umanità dell'UNESCO. Poche rovine sono ancora in piedi, ma le fondamenta degli edifici maggiori (come quelle della grande basilica) sono facilmente riconoscibili.
Lo sfruttamento agricolo della regione ha causato l'innalzamento della falda freatica sotterranea, che a sua volta ha causato il crollo di alcuni edifici e ne ha reso instabili altri. Per questa ragione nel 2001 il sito è stato aggiunto all'elenco dei patrimoni dell'umanità in pericolo. Grazie a un ambizioso sistema di drenaggio e pompaggio che ha ridotto significativamente i livelli delle falde acquifere, riducendo le minacce alla stabilizzazione delle strutture archeologiche, nel luglio 2025 il sito è stato rimosso dall'elenco dei patrimoni dell'umanità in pericolo.

## Storia
Qui venne martirizzato San Mena d'Egitto, nel III o nel IV secolo. Resoconti risalenti al V secolo (e anche alcuni più tardi) riportano diverse versioni della sua sepoltura e della successiva fondazione di una chiesa a lui dedicata. Gli elementi essenziali e pressoché comuni a tutte le cronache riportano che il corpo venne trasportato da Alessandria a dorso di dromedario, fino a che giunse nei pressi del lago Mareotis (in pieno deserto). Ad un certo punto, il cammello si rifiutò di proseguire, nonostante tutti gli sforzi. Questo venne recepito come un segno della volontà divina e il corpo venne quindi sepolto in quel punto.
La maggior parte delle versioni riporta poi che il luogo venne dimenticato fino alla sua miracolosa riscoperta da parte di un pastore locale. La notizia si sparse rapidamente e l'imperatore Costantino I ordinò la costruzione di una chiesa in quel luogo (altre versioni sostituiscono la figura di Costantino con quella dell'imperatore Zenone, del V secolo, ma gli scavi archeologici hanno datato la costruzione alla metà del IV secolo). A partire da questo periodo, il sito divenne un popolare luogo di pellegrinaggio per i credenti che cercavano una guarigione o altri miracoli.
Durante il regno di Arcadio, l'arcivescovo di questa regione notò che la folla stava diventando troppo numerosa per la piccola chiesa: egli scrisse una lettera all'imperatore e quest'ultimo ordinò un'espansione della costruzione, la prima delle tre che si sarebbero succedute nel corso del tempo. Alla fine del periodo tardo-antico, Abu Mena era ormai divenuta il principale centro di pellegrinaggio dell'Egitto.
A metà del VII secolo, Abu Mena venne distrutta dall'avanzata degli Arabi nell'Africa settentrionale.

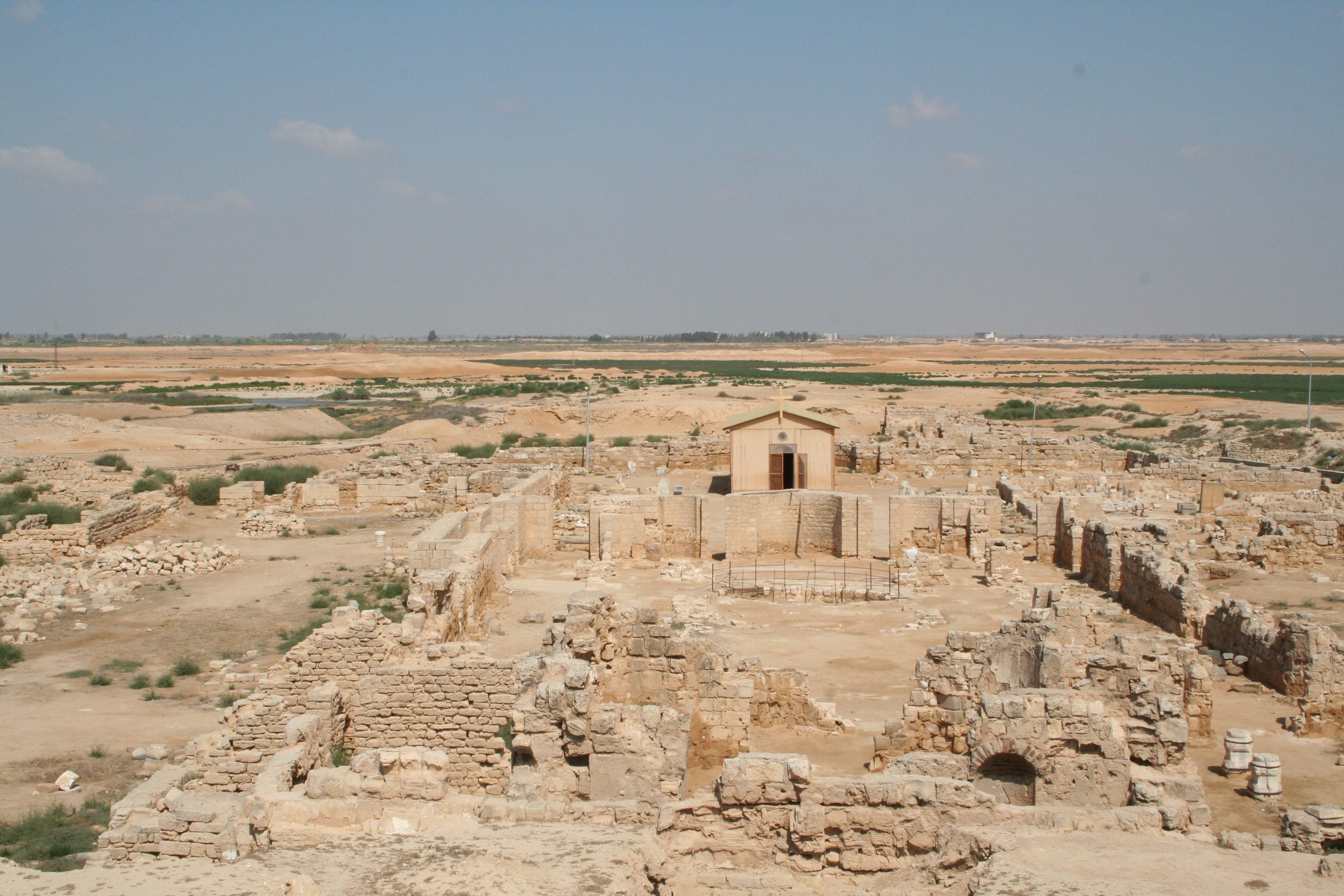
Foto del sito

## Scavi archeologici
I primi scavi archeologici vennero condotti fra il 1905 e il 1907, portando alla luce una grande basilica, un'adiacente chiesa (che probabilmente ospitava le reliquie del santo) e un bagno romano.
Un successivo lavoro di scavo venne portato avanti da un gruppo tedesco fino al 1998, portando alla scoperta di un dormitorio per i pellegrini con due sezioni separate per gli uomini e per le donne e i bambini. A sud della grande basilica si trova un complesso in cui probabilmente risiedeva l'egumeno. Il grande Xenodocheion, un'area riservata alla ricezione dei pellegrini, probabilmente in origine era un cimitero. Vicino alla chiesa si trova un battistero, che mostra i segni di più rifacimenti attraverso i secoli. È stato scoperto anche un complesso di torchi per la produzione di vino, insieme a magazzini sotterranei risalenti al VI o al VII secolo.

## Galleria d'immagini

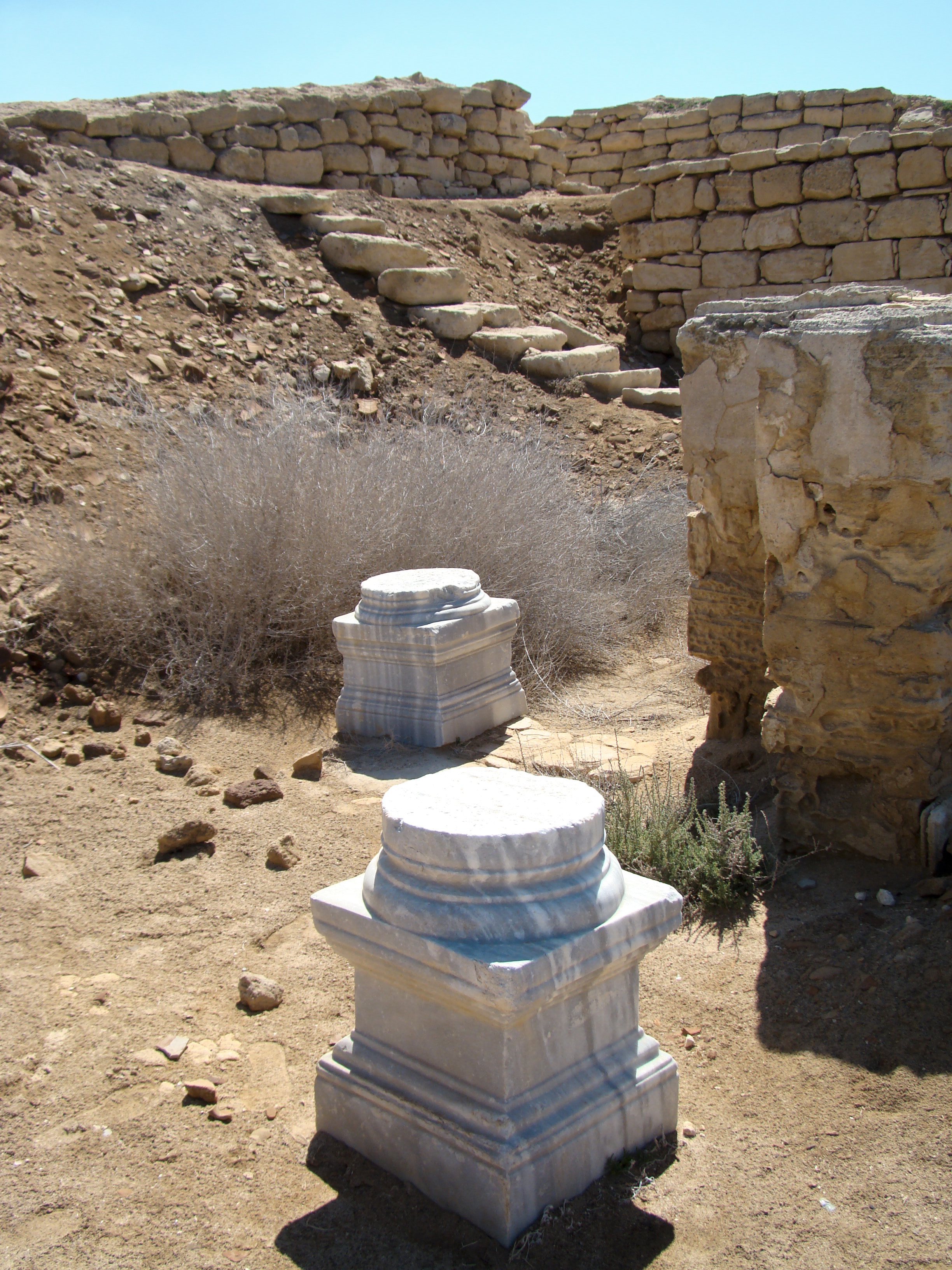
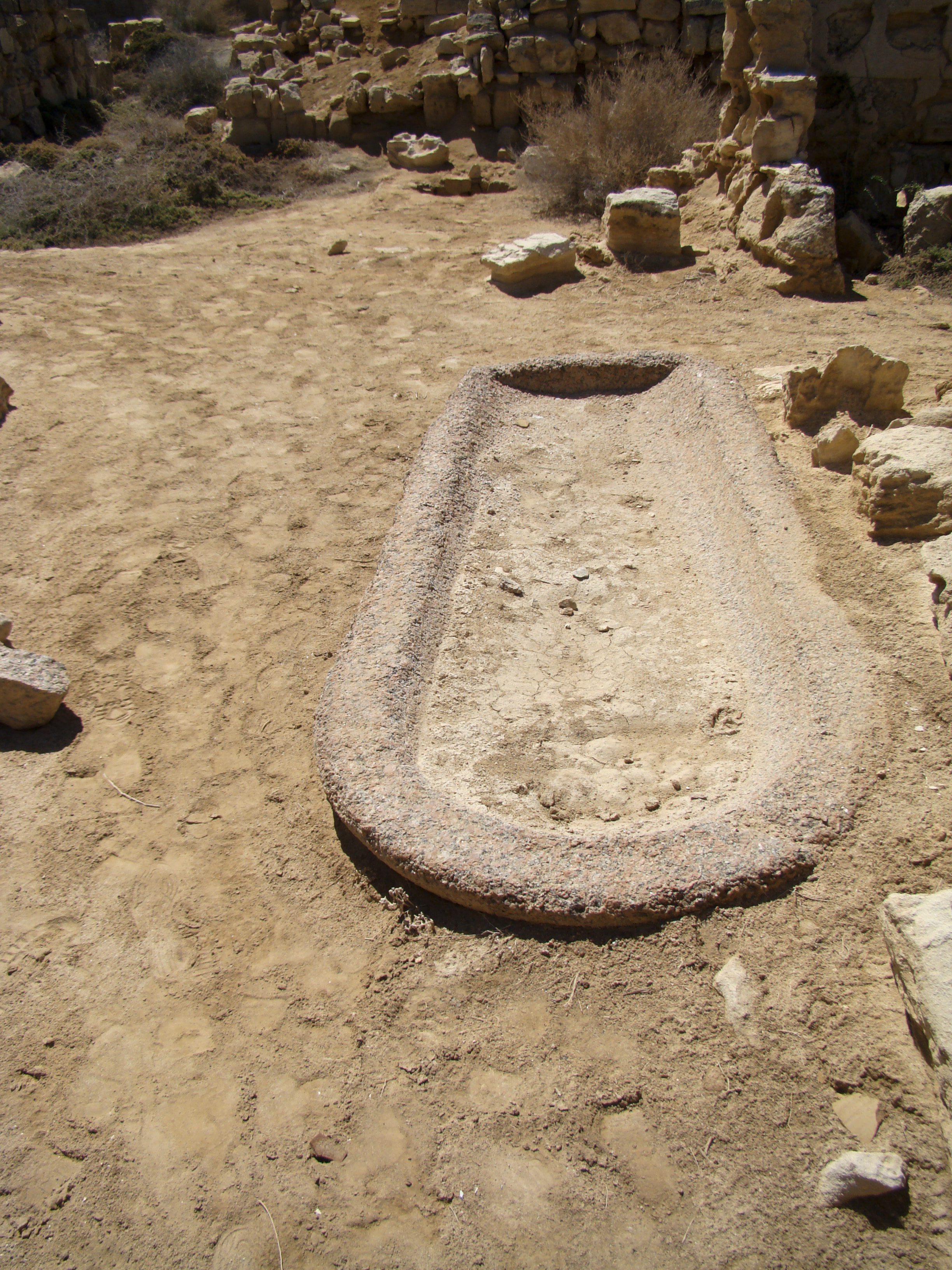
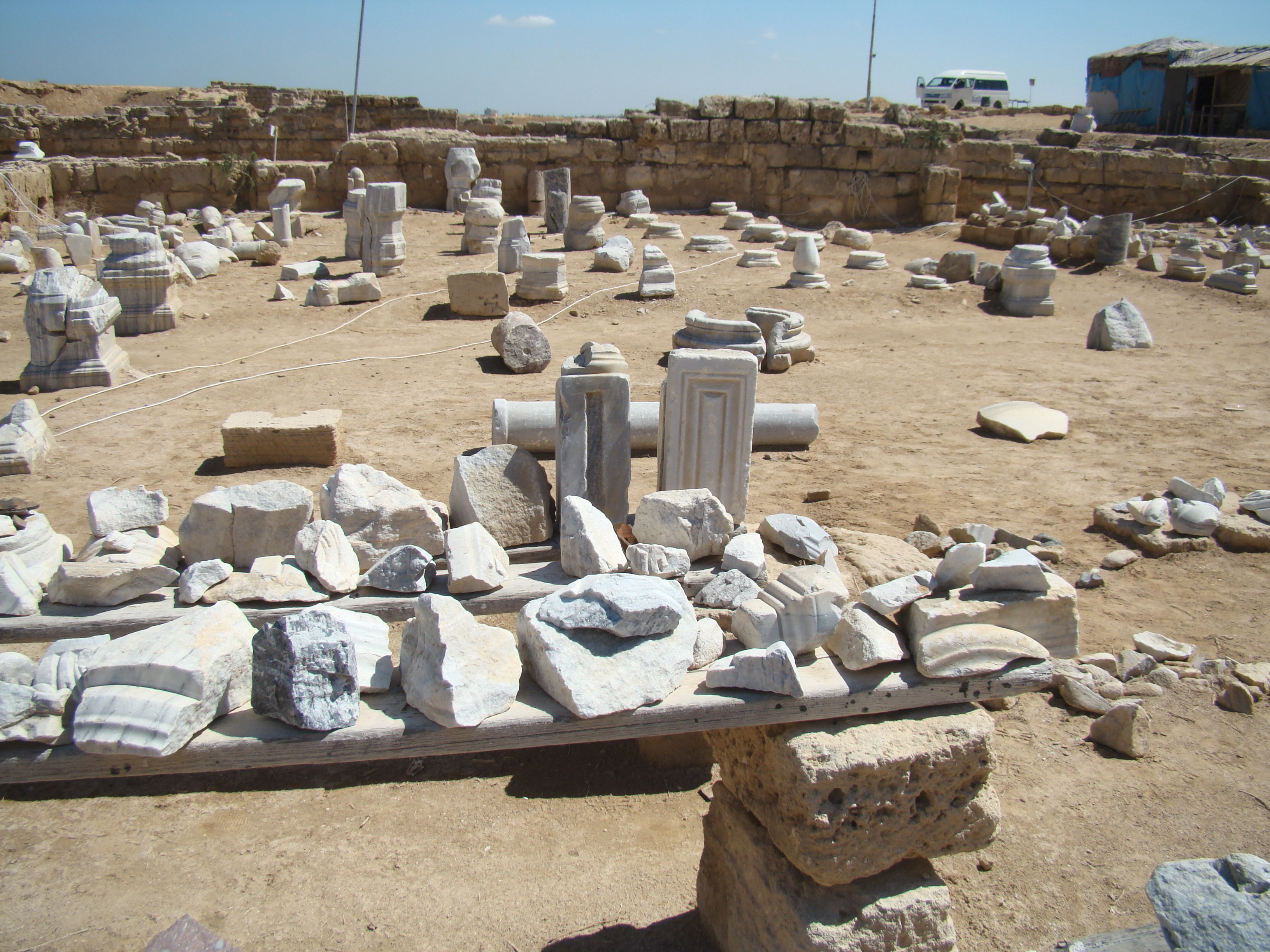
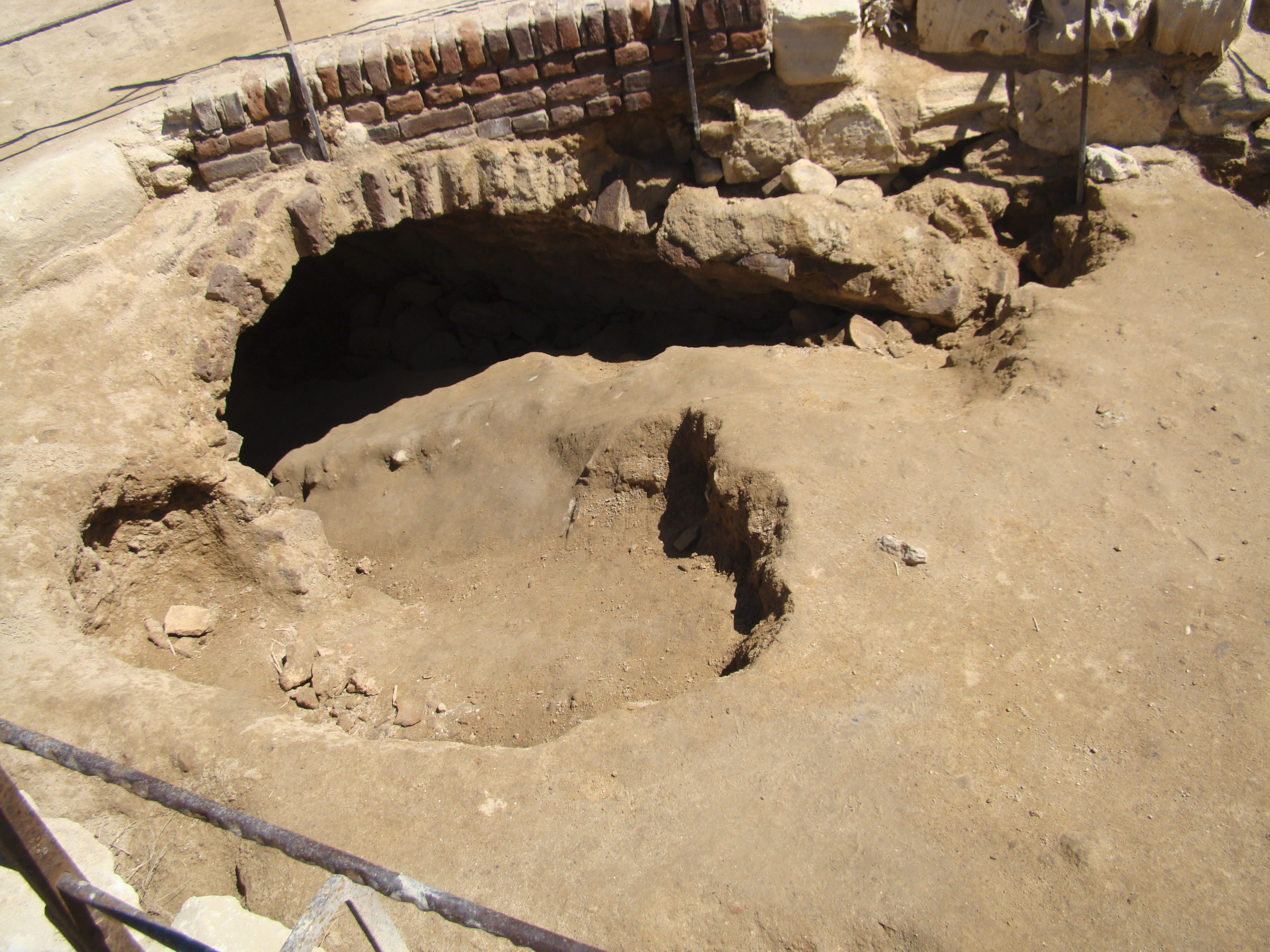
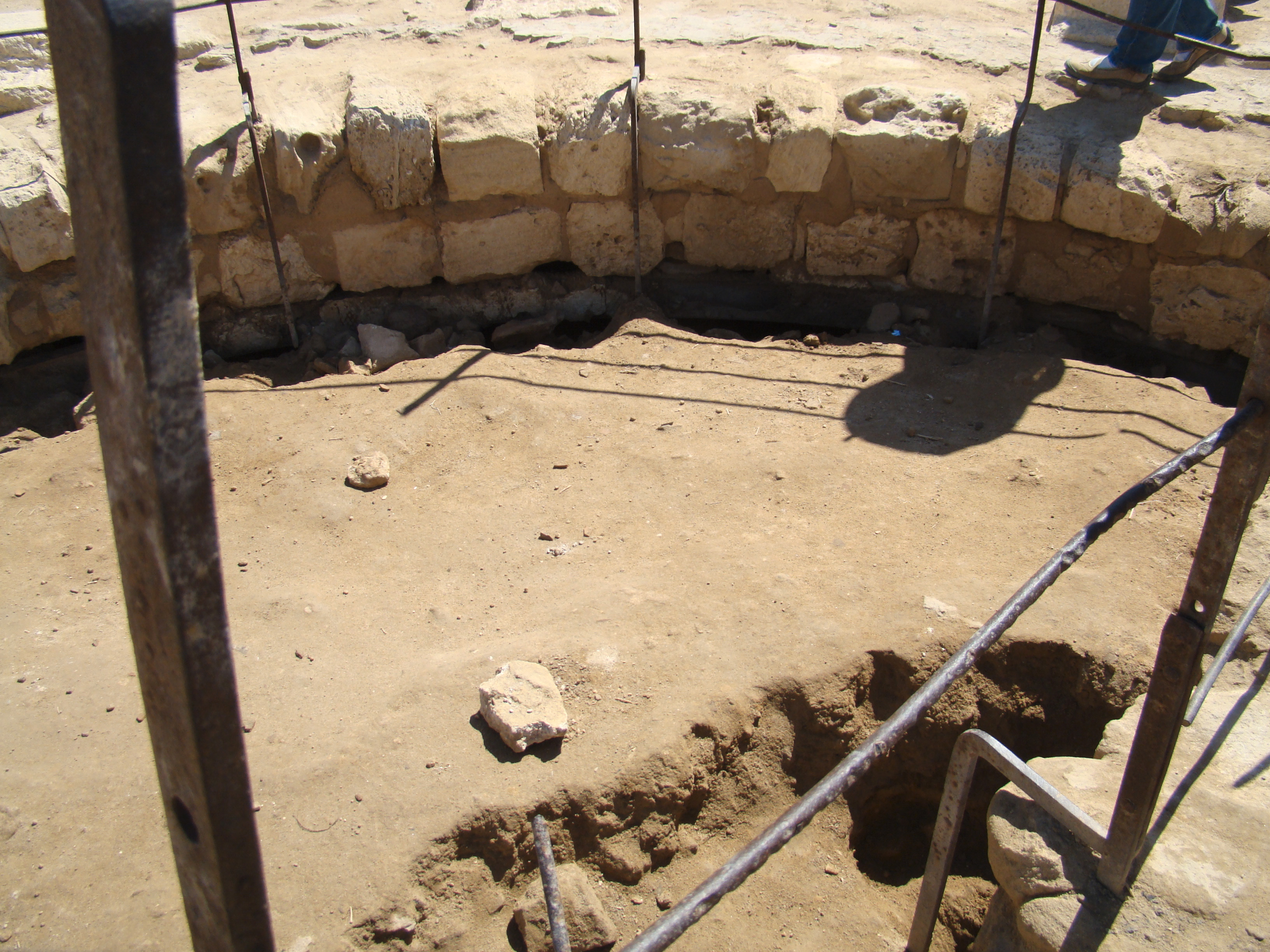
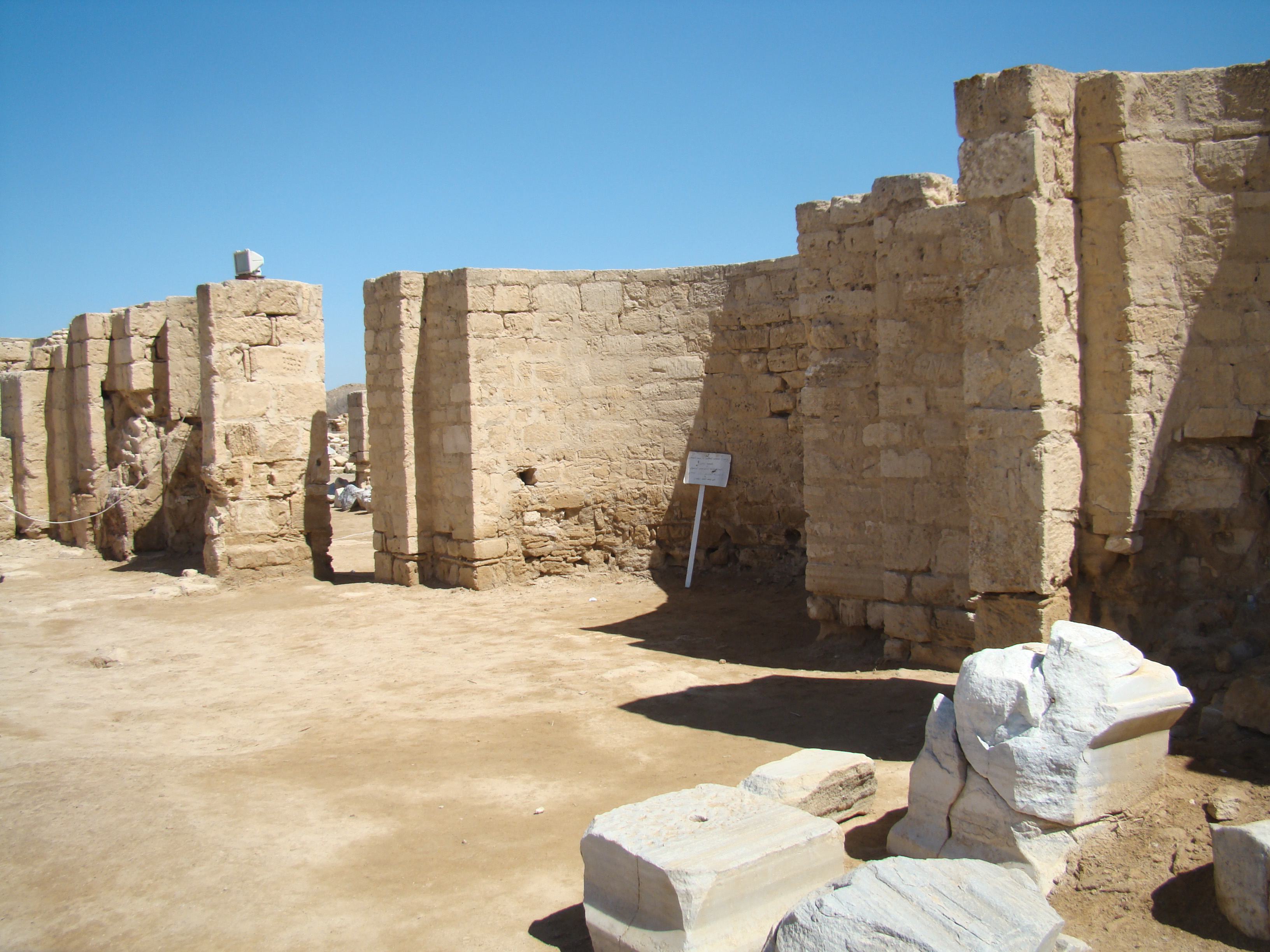
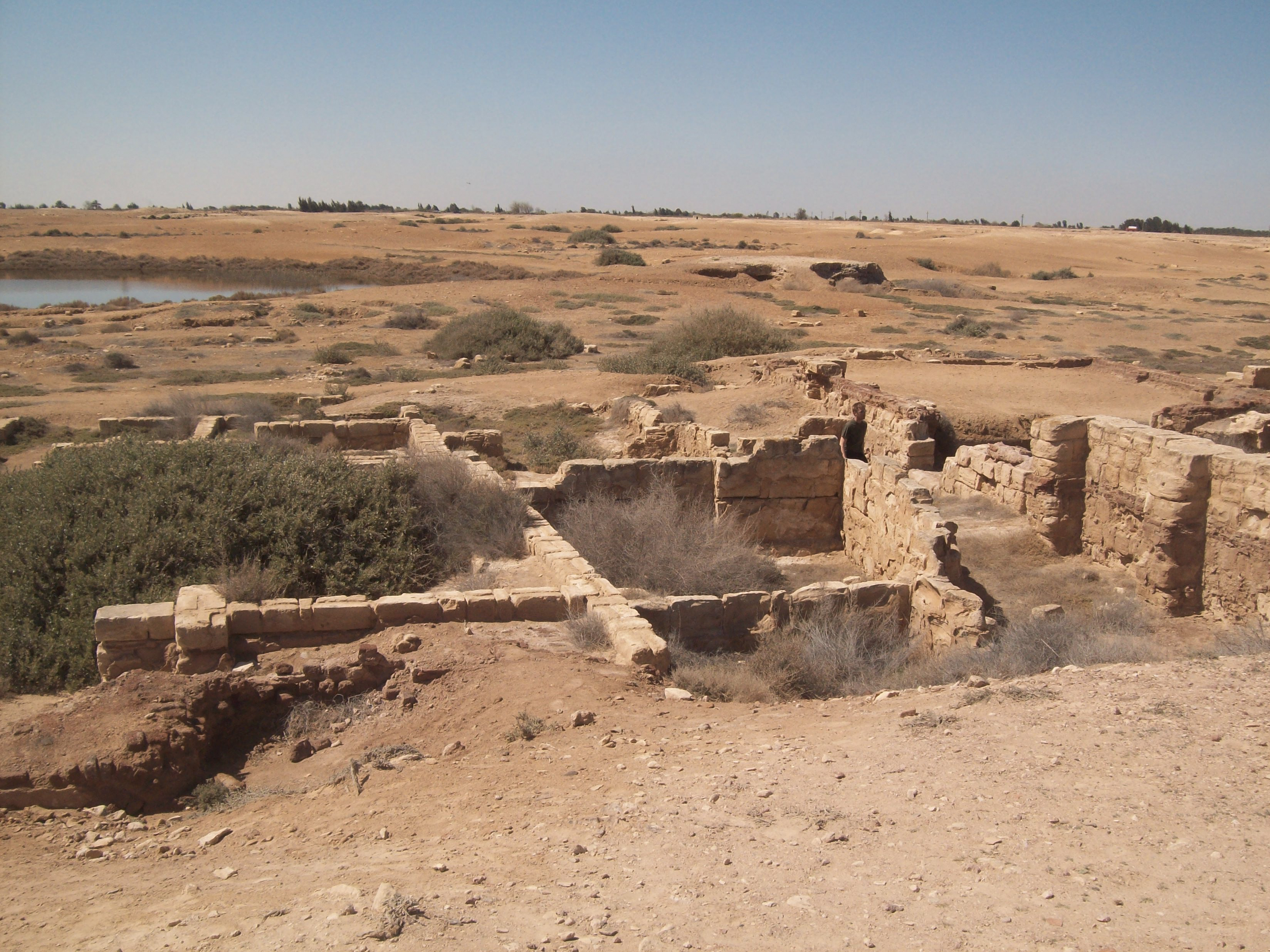
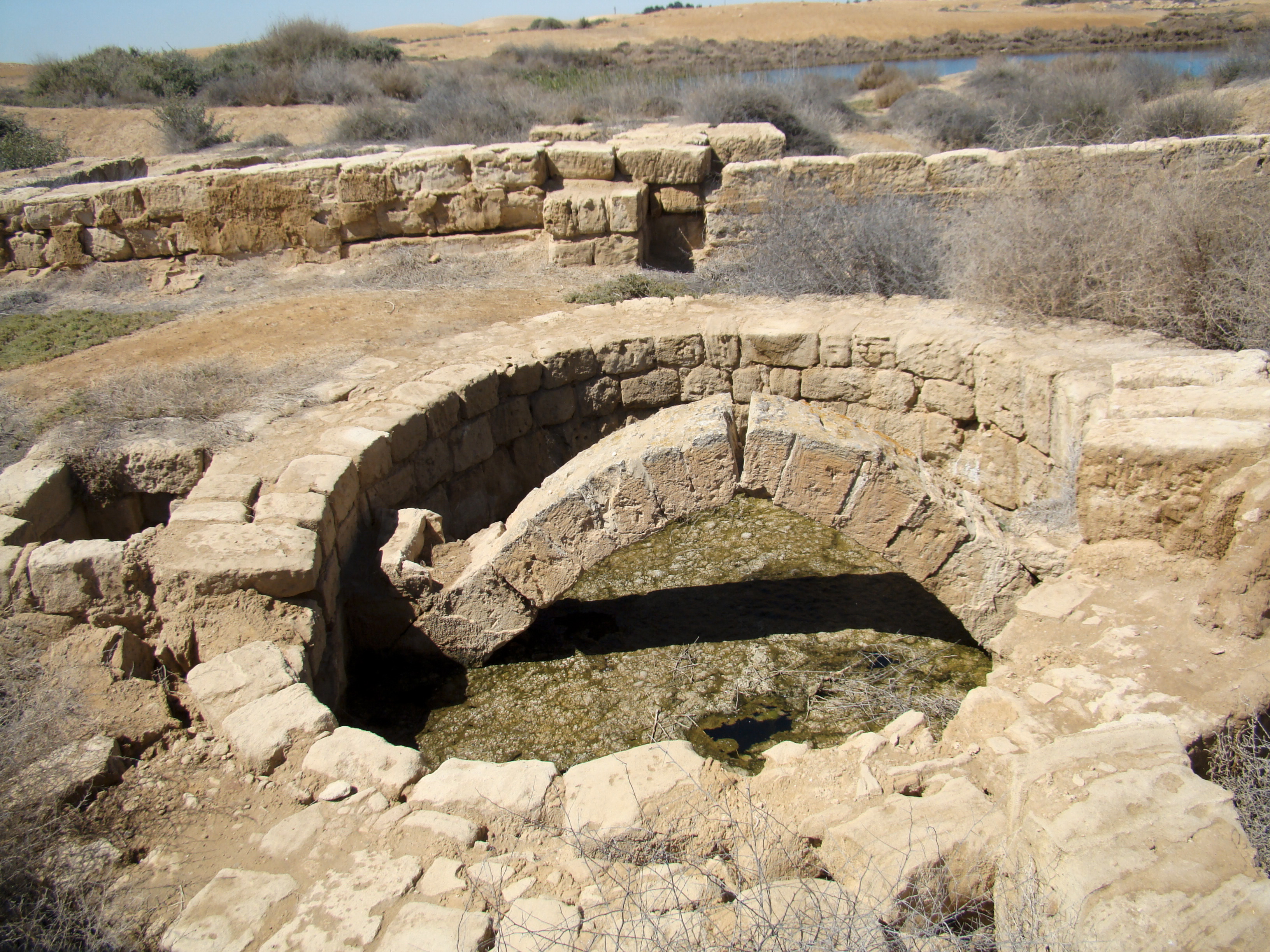
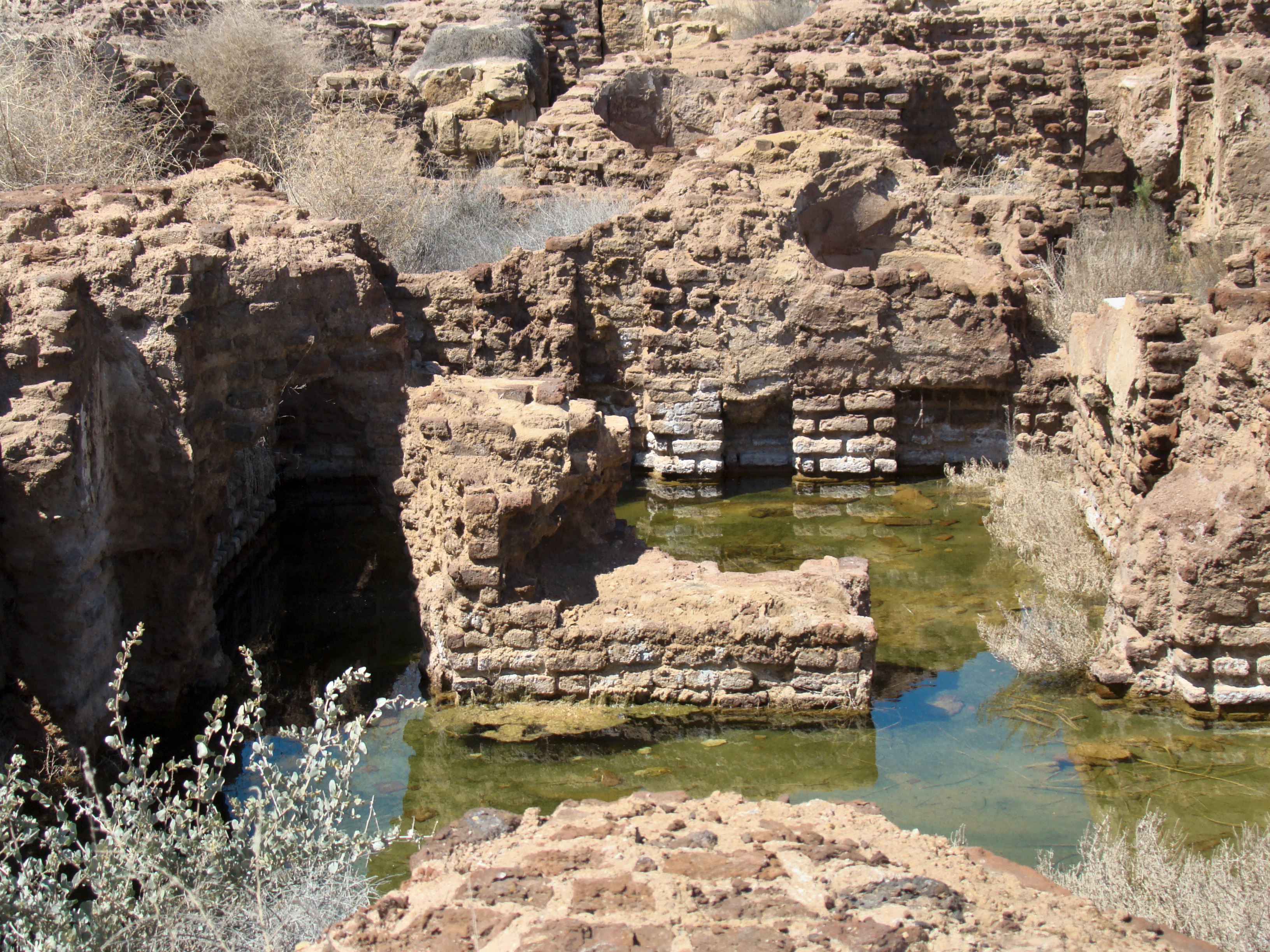
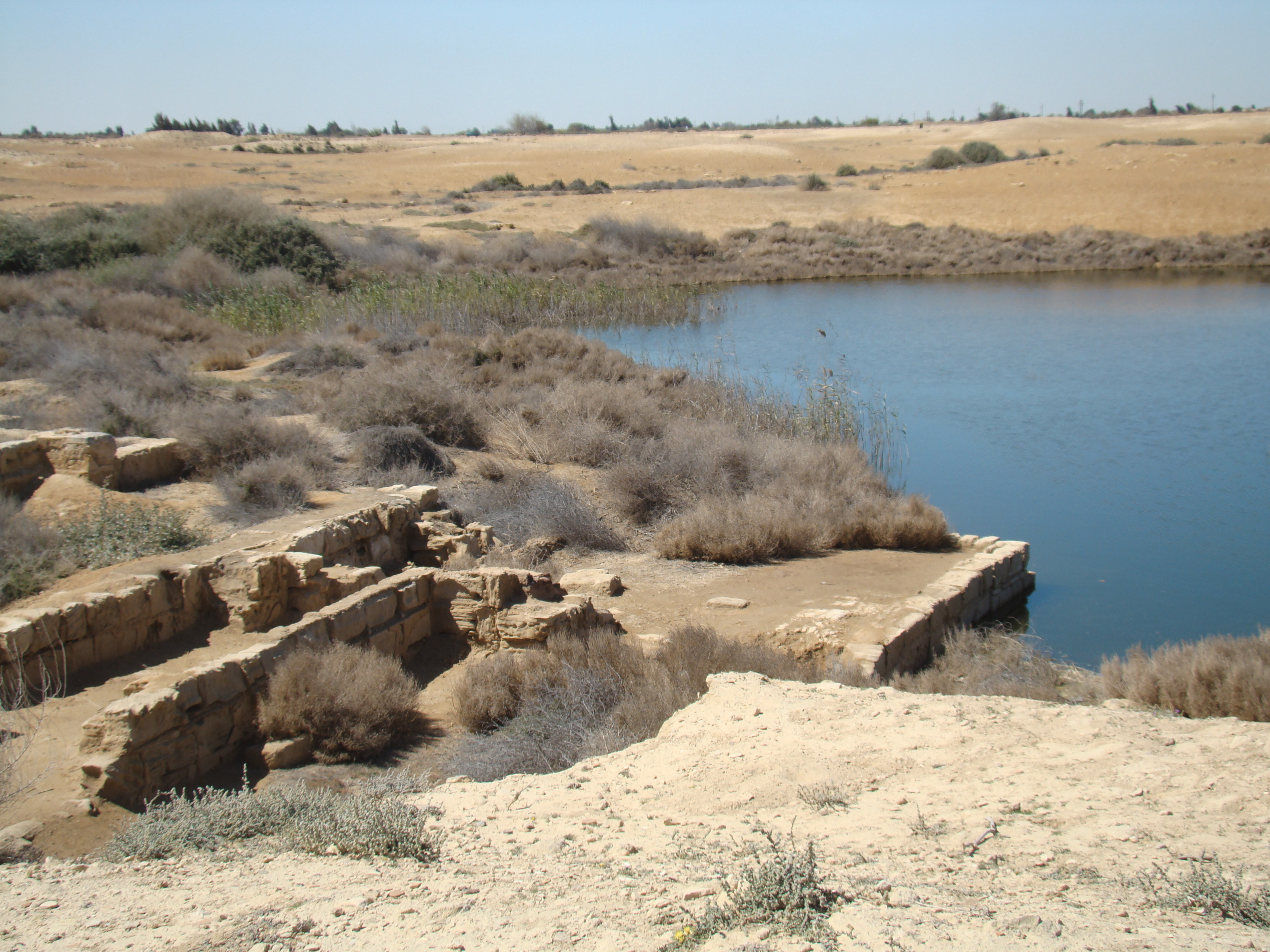
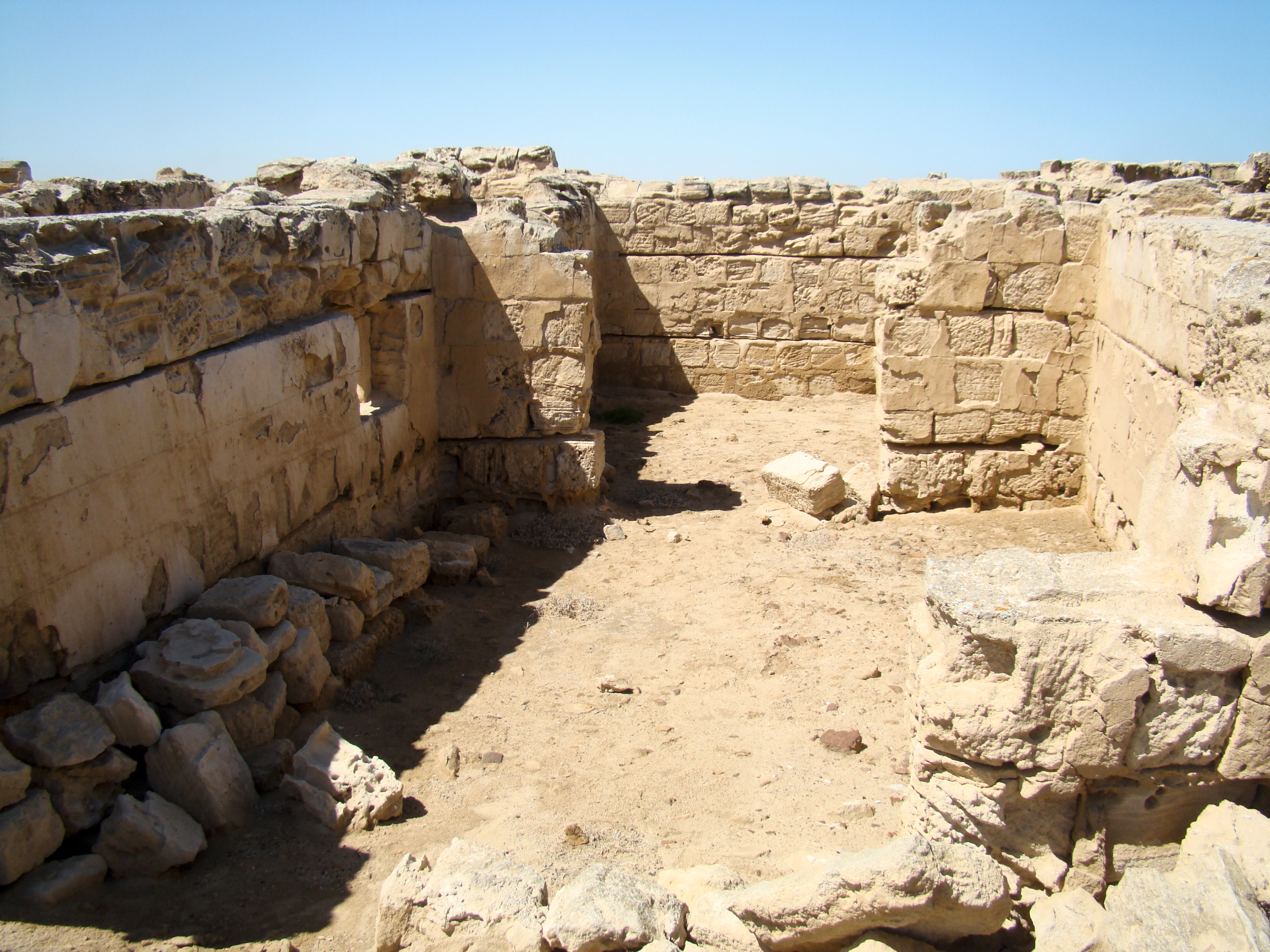
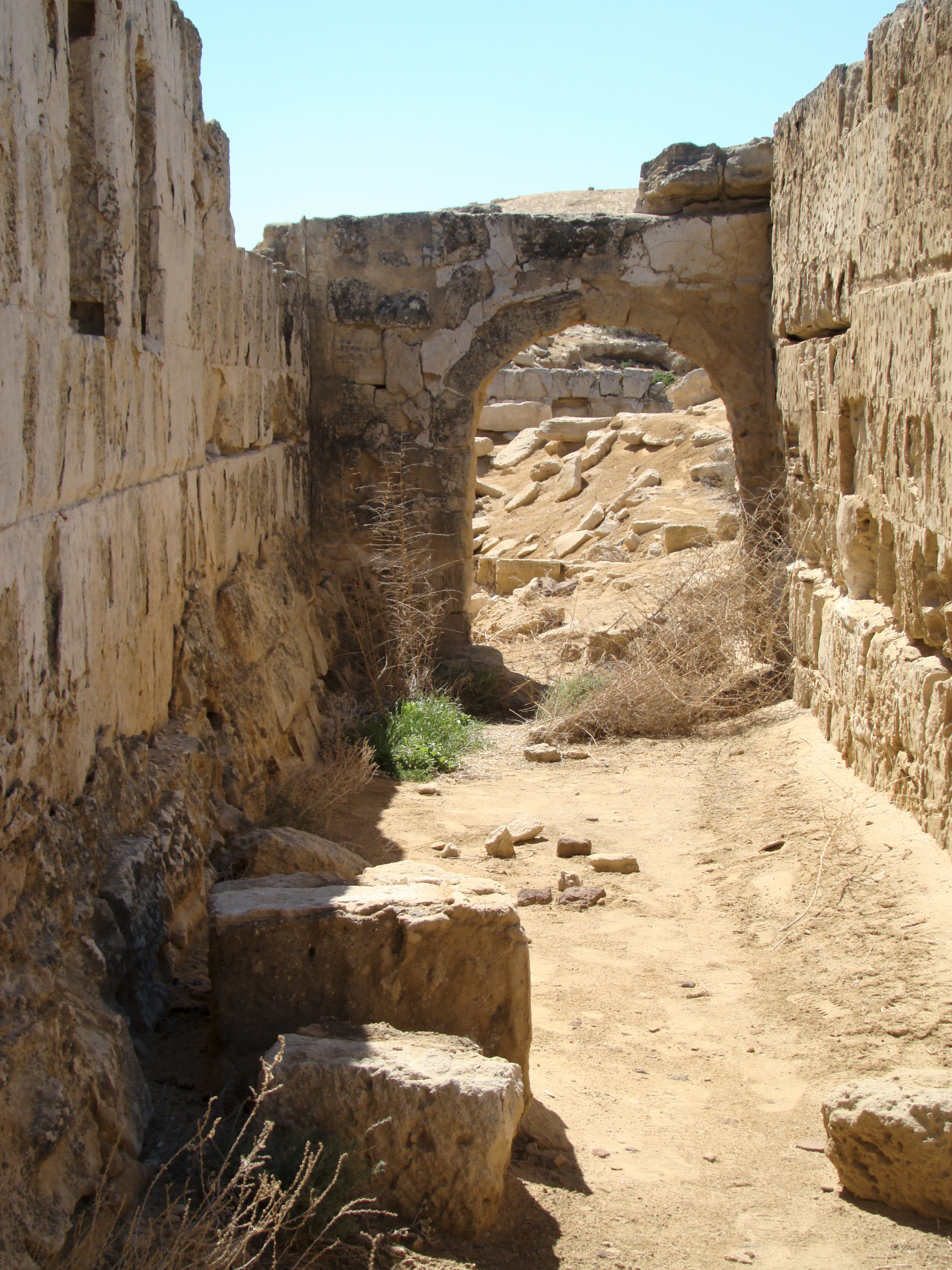
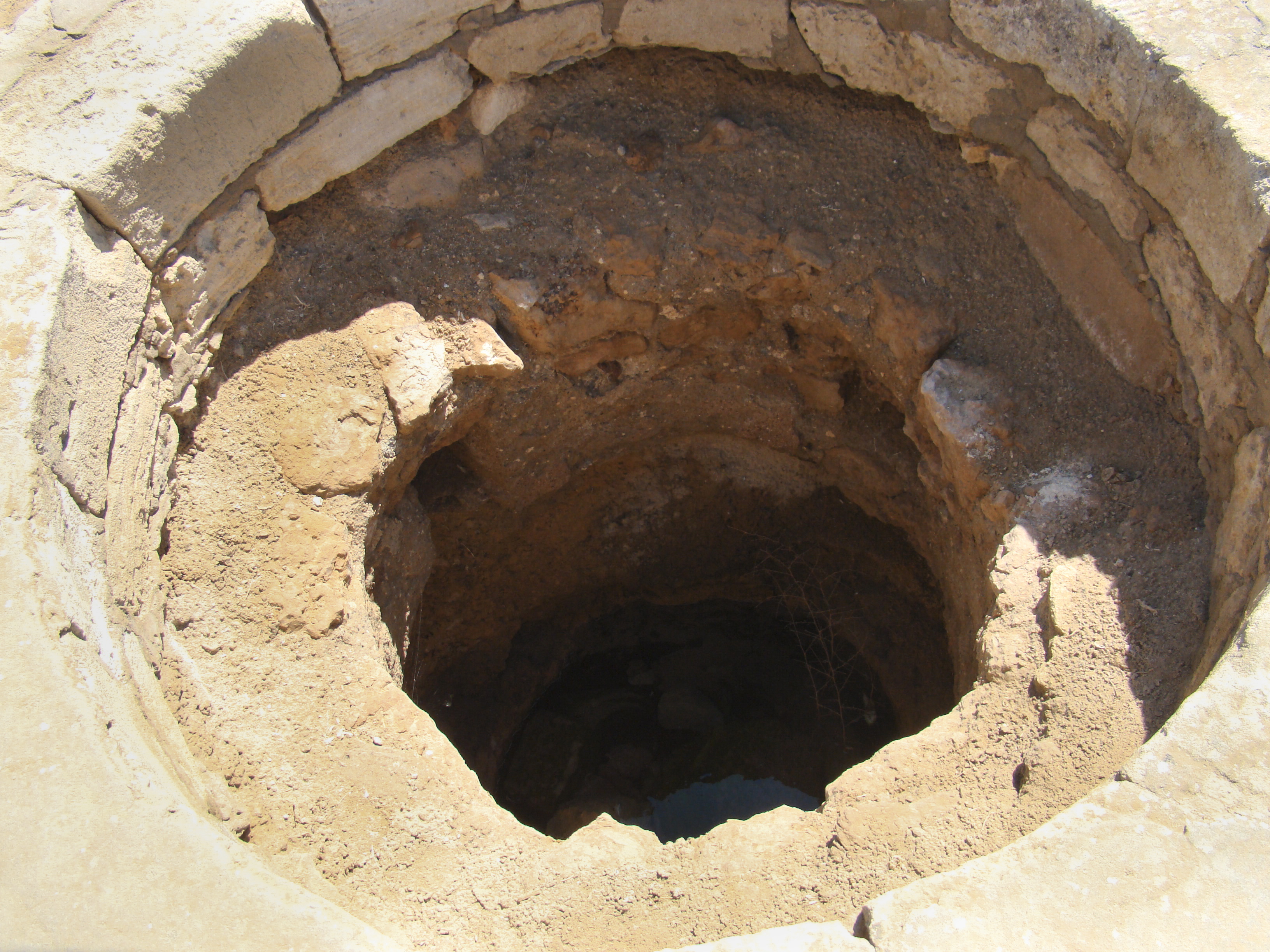
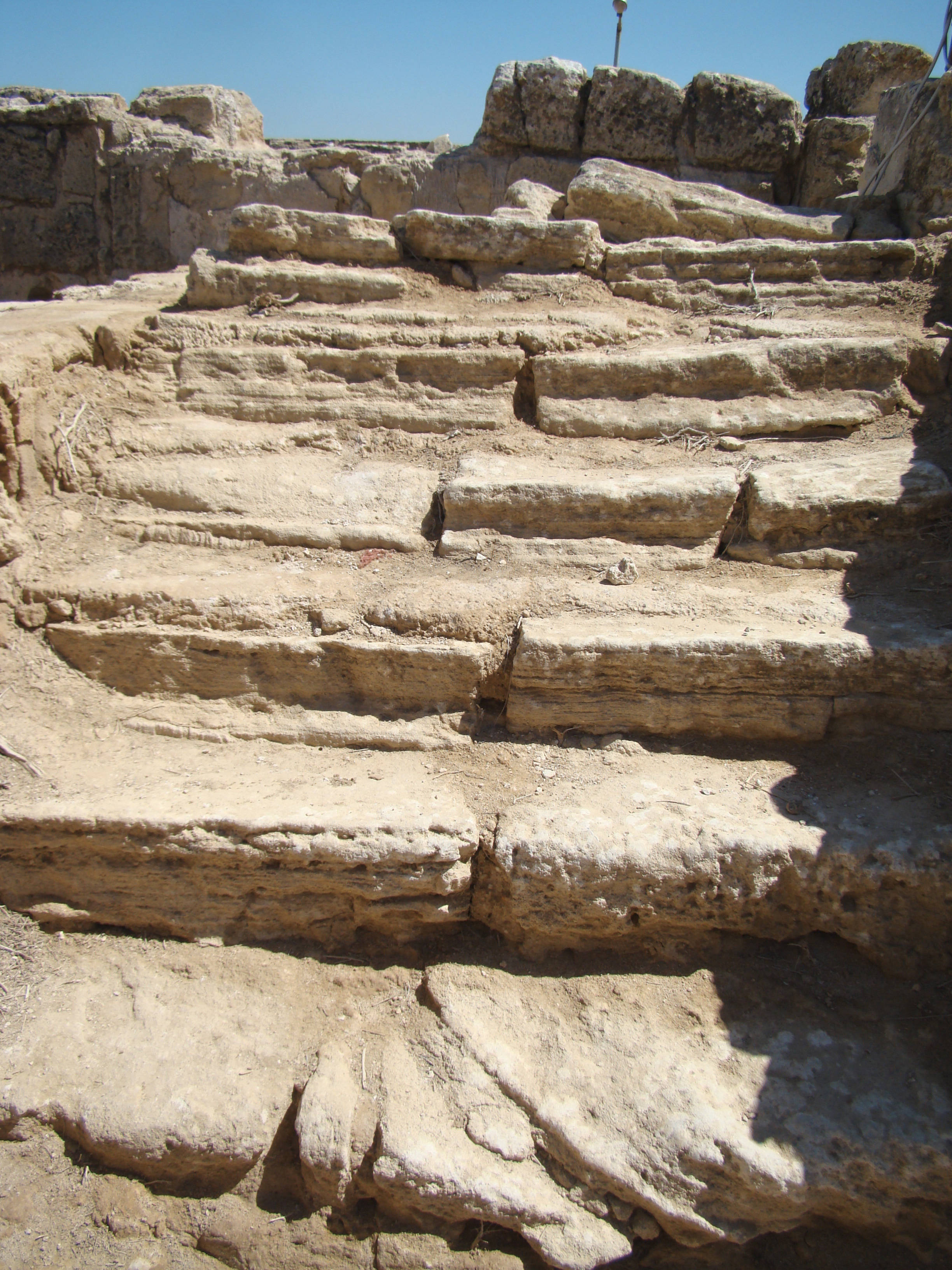
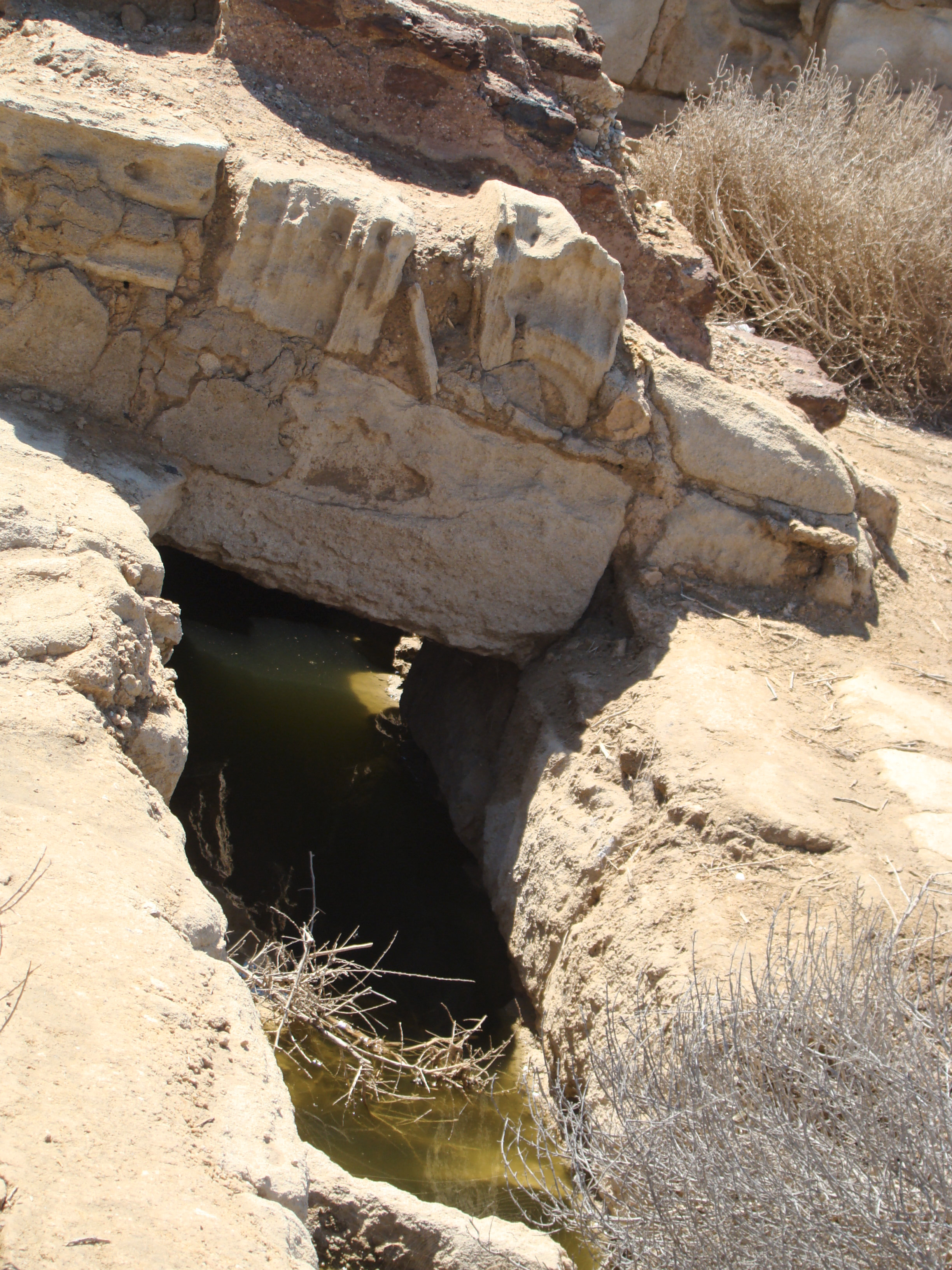